# Zivilabzeichen der Heimatflakartillerie

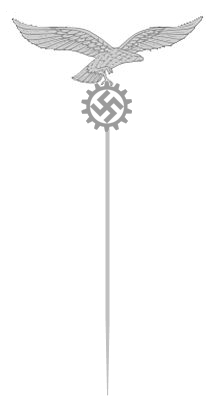
Zivilabzeichen der Heimatflakartillerieverbände

Das Zivilabzeichen der Heimatflakartillerie war ein ziviles Abzeichen für die Angehörigen der Heimat- und Alarm-Flakeinheiten, die sich größtenteils aus Zivilisten zusammensetzten und nur von einem geringen Stammpersonal der Wehrmacht geführt wurden. Meist aus der Stammbelegschaft größerer Rüstungsbetriebe oder Anlagen rekrutiert, bestand die Hauptaufgabe dieser unzureichend ausgestatteten Flak-Batterien in der Bekämpfung von Luftzielen. Da Zivilisten nicht mit eigens dafür geschaffenen militärischen Ehrenzeichen, wie dem Heeres-Flakabzeichen oder dem Flak-Kampfabzeichen bedacht werden konnten, stiftete Hermann Göring in seiner Eigenschaft als Oberbefehlshaber der Luftwaffe am 9. März 1943 das Zivilabzeichen der Heimatflakartillerie als Zeichen der Gemeinschaft und Zusammengehörigkeit dieser Einheiten.

## Aussehen und Trageweise
Das versilberte Abzeichen spiegelt die Grundelemente der Heimatflakartillerieverbände wider. Ein Luftwaffenadler, der in seinen Fängen das Symbol der Deutschen Arbeitsfront hält, einen Zahnkranz mit mittigem Hakenkreuz. Gedeutet wurde diese Symbolik so, dass der werktätige Mensch (Zahnrad) im Dienst der Luftwaffe (Adler) steht. Die Verleihung des Abzeichens erfolgte durch den Batterieführer, welcher in der Regel ein Luftwaffenangehöriger war, in einem Festakt nach erfolgreicher Grundausbildung und wurde anschließend am linken Rockaufschlag des Arbeits- oder Zivilanzuges in und außer Dienst getragen.